# Nelis van Vliet
Cornelis (Nelis) van Vliet (Den Haag, 16 mei 1907 – aldaar, 21 september 1984) was een Nederlands biljarter. Hij nam tussen seizoen 1929–1930 en 1948–1949 deel aan 33 nationale kampioenschappen in de ereklasse. Zeven keer was hij actief op een wereldkampioenschap en drie keer op het Europees kampioenschap.

## Titels
- Nederlands kampioen (6x)

Libre (1x): Ereklasse 1935–1936
Ankerkader 71/2 (2x): Ereklasse 1936–1937, 1939–1940
Ankerkader 45/2 (3x): Ereklasse 1938–1939, 1945–1946, 1947–1948

## Deelname aan internationale kampioenschappen
| Nr. | Kampioenschap        | Plaats    | Klassering | Alg. gemiddelde |
| --- | -------------------- | --------- | ---------- | --------------- |
| 1.  | WK AK 45/2 1929–1930 | Antwerpen | 12e        | 13,72           |
| 2.  | EK AK 45/2 1930–1931 | Den Haag  | 6e         | 13,27           |
| 3.  | EK AK 45/2 1932–1933 | Den Haag  | 6e         | 17,82           |
| 4.  | WK AK 71/2 1933–1934 | Lille     | 5e         | 9,46            |
| 5.  | WK AK 71/2 1934–1935 | Marseille | 6e         | 7,88            |
| 6.  | WK Libre 1935–1936   | Mulhouse  | 3e         | 33,68           |
| 7.  | WK Vijfkamp 1937     | Algiers   | 8e         | n.v.t.          |
| 8.  | WK Libre 1936–1937   | Bern      | 11e        | 14,90           |
| 9.  | WK AK 45/2 1936–1937 | Groningen | 4e         | 18,59           |
| 10. | EK AK 45/2 1947–1948 | Luik      | 6e         | 28,07           |

## Deelname aan Nederlandse kampioenschappen in de Ereklasse
| Nr. | Kampioenschap      | Plaats       | Klassering | Alg. gemiddelde |
| --- | ------------------ | ------------ | ---------- | --------------- |
| 1.  | AK 45/2 1929–1930  | Den Haag     | 3e         | 16,50           |
| 2.  | AK 45/2 1930–1931  | Leeuwarden   | 2e         | 13,40           |
| 3.  | AK 45/2 1931–1932  | Utrecht      | 3e         | 13,67           |
| 4.  | AK 45/2 1932–1933  | Amsterdam    | 4e         | 14,83           |
| 5.  | AK 45/2 1933–1934  | Amsterdam    | 4e         | 14,78           |
| 6.  | AK 45/2 1934–1935  | Amsterdam    | 4e         | 14,38           |
| 7.  | AK 71/2 1934–1935  | Amsterdam    | 4e         | 9,84            |
| 8.  | AK 71/2 1935–1936  | Amsterdam    | 2e         | 8,34            |
| 9.  | AK 45/1 1935–1936  | Den Haag     | 3e         | 8,72            |
| 10. | AK 45/2 1935–1936  | Utrecht      | 3e         | 13,66           |
| 11. | Libre 1935–1936    | Den Haag     | 1e         | 29,17           |
| 12. | AK 45/1 1936–1937  | Leeuwarden   | 4e         | 6,78            |
| 13. | AK 45/2 1936–1937  | Arnhem       | 2e         | 15,47           |
| 14. | AK 71/2 1936–1937  | Amsterdam    | 1e         | 10,61           |
| 15. | AK 45/1 1937–1938  | Den Haag     | 4e         | 20,88           |
| 16. | AK 71/2 1937–1938  | Amsterdam    | 2e         | 11,47           |
| 17. | AK 45/2 1938–1939  | Amsterdam    | 1e         | 21,53           |
| 18. | AK 71/2 1938–1939  | Groningen    | 5e         | 9,94            |
| 19. | AK 71/2 1939–1940  | Amsterdam    | 1e         | 15,29           |
| 20. | AK 45/2 1939–1940  | Rotterdam    | 5e         | 23,25           |
| 21. | AK 71/2 1940–1941  | Leeuwarden   | 3e         | 12,23           |
| 22. | AK 45/2 1941–1942  | Amsterdam    | 4e         | 17,86           |
| 23. | AK 71/2 1941–1942  | Amsterdam    | 3e         | 10,60           |
| 24. | AK 71/2 1942–1943  | Den Haag     | 3e         | 11,03           |
| 25. | AK 45/2 1942–1943  | Amsterdam    | 4e         | 22,05           |
| 26. | Vijfkamp 1944      | Rotterdam    | 3e         | n.v.t.          |
| 27. | AK 45/2 1944–1945  | Amsterdam    | 2e         | 24,09           |
| 28. | AK 45/2 1945–1946  | Leeuwarden   | 4e         | 12,32           |
| 29. | Vijfkamp 1945–1946 | Den Haag     | 1e         | 25,97           |
| 30. | AK 45/2 1946–1947  | Apeldoorn    | 4e         | 33,21           |
| 31. | AK 71/2 1945–1946  | Den Haag     | 4e         | 14,90           |
| 32. | AK 45/2 1945–1946  | Groningen    | 1e         | 39,48           |
| 33. | AK 47/2 1946–1947  | Scheveningen | 4e         | 26,83           |